# Rogala
Rogala (Czabory, Celbarz) was een Poolse heraldische clan (ród herbowy) van middeleeuws Polen en later het Pools-Litouwse Gemenebest. De oorsprong van de clan zou in Saksen liggen en de naam betekent zoiets als 'de gehoornde'. De oudste vermelding van de clan stamt uit een document van 1353.
De familienaam Rogala is gebaseerd op de clannaam. Veel clanleden van Momot en Biberstein hebben zich bij Rogala aangesloten vanwege overeenkomsten met hun eigen wapen. De historicus Tadeusz Gajl heeft 399 Poolse Rogala clanfamilies geïdentificeerd.

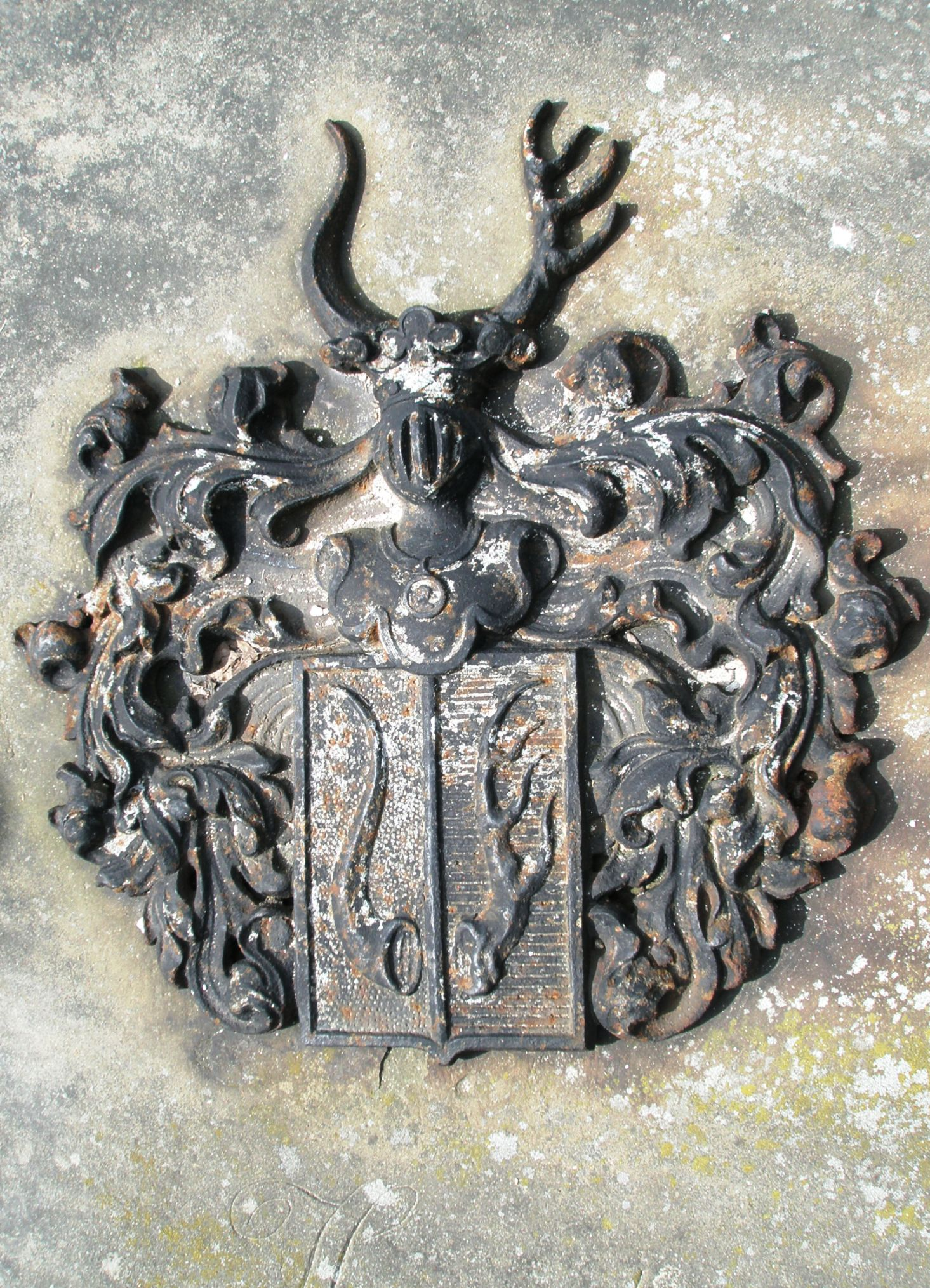
Het wapen in Komorní Lhotka

## Telgen
De clan bracht de volgende bekende telgen voort:
- Krasicki
  - Ignacy Krasicki, aartsbisschop
  - Jan Boży Krasicki, senator
  - Franciszek Ksawery Krasicki, generaal
  - Karol Aleksander Krasicki, rijksgraaf
- Feliks Turski, bisschop, senator, ridder in de Orde van de Witte Adelaar
- Stanisław Sieciński, bisschop
- Piotr Pilik, Woiwode